# Bir Abou Matar
Pour les articles homonymes, voir Matar.

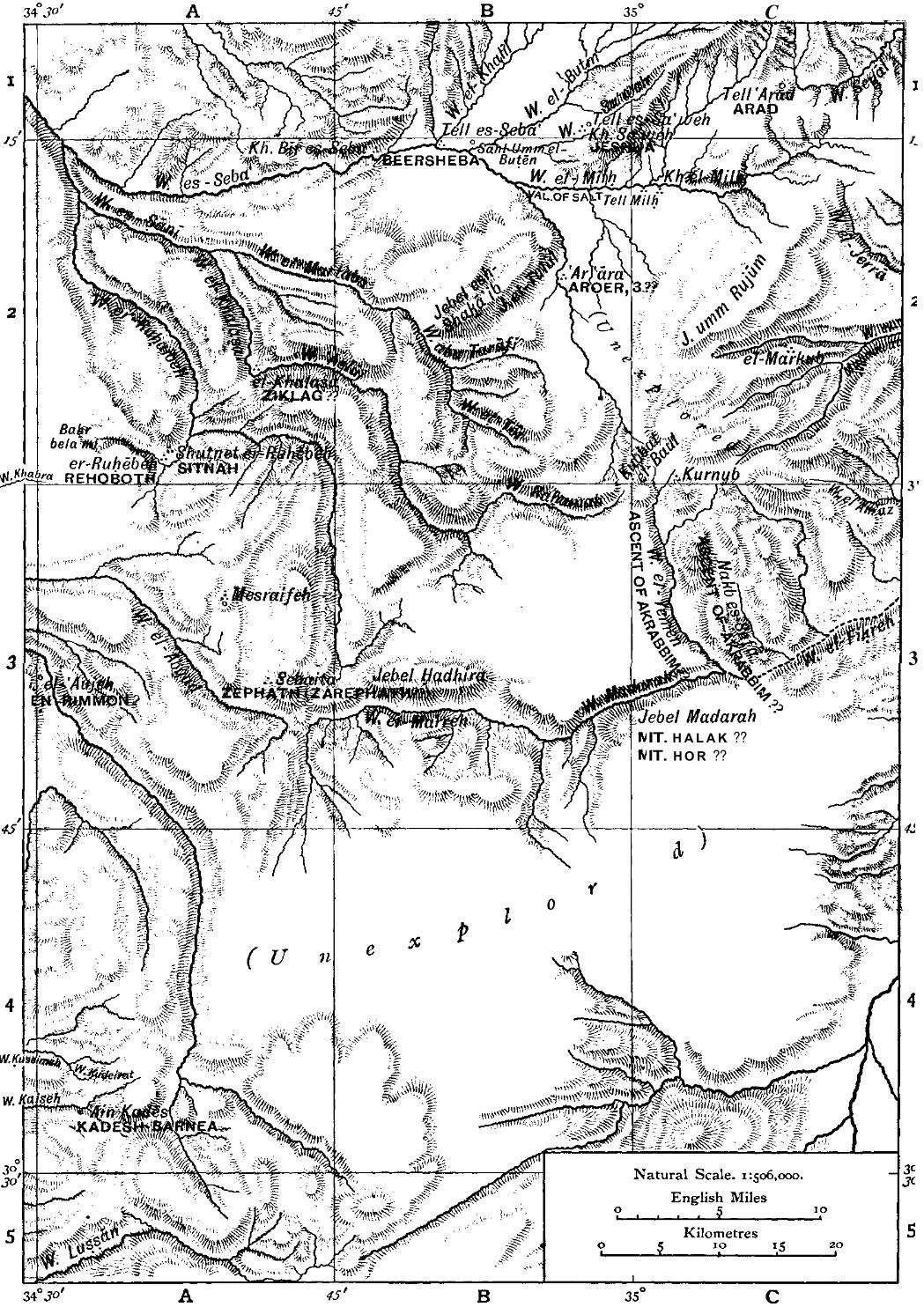
Carte du Néguev, 1903.

Bir Abou Matar, Abou Matar, Abu Matar, Bir Abu Matar ou Horvat Matar est un site archéologique du Néguev, à 1,5 km au sud-ouest des anciens quartiers de Beersheba, habité de l'Âge du cuivre aux premiers siècles de la conquête musulmane. 

## Âge du cuivre
Les niveaux chalcolithiques sont fouillés par la mission archéologique française de Jean Perrot, avec le concours du CNRS français et de diverses institutions israéliennes en trois campagnes : septembre-octobre 1952, octobre 1953 - janvier 1954 et mars-mai 1956. Ces fouilles révèlent quatre phases d'occupation avec des maisons souterraines creusées dans le loess, reliées entre elles par des galeries et communiquant avec la surface par des puits verticaux ou des tunnels à flanc de colline, avec des silos et emplacements de huttes à la surface. Des sépultures sont aménagées dans ou à côté des habitations. Le mobilier comprend des poteries chalcolithiques, notamment des vases en basalte, des masses d'armes en cuivre, calcaire, basalte, hématite et marbre, des éléments de colliers et épingles en métal, des bijoux en schiste, turquoise, ivoire, albâtre, nacre et os, ainsi que des figurines en ivoire et en terre crue. Bir Abou Matar est un centre d'exploitation du cuivre : des restes de minerai et scories, des creusets et fourneaux en argile indiquent une production artisanale à petite échelle.

## De Byzance à l'islam
Les fouilles conduites en 1990-1991 par I. Gilead, S.A. Rosen et P. Fabian révèlent, au-dessus des niveaux protohisoriques, des habitats de l'époque byzantine et des débuts de l'islam. Un bâtiment ancien, peut-être une église, est probablement édifié à la fin du Ve ou début du VIe siècle ; une pierre tombale, récupérée dans un plancher plus tardif, porte la date de 537. Ce premier édifice est incorporé dans un bâtiment monumental byzantin de la fin du VIe ou début du VIIe siècle : haut de deux étages, avec des murs en pierre de taille couverts de plâtre teint en rouge ou de mosaïques, les restes de trois colonnes et un plancher en lauzes, il s'étend sur 400 m². Par la suite, cet édifice est abandonné et une grande ferme construite sur ses ruines pendant le premier siècle du califat musulman, sans doute pas plus tard que la fin du VIIe siècle.

## Galerie

Fouilles de Bir Abou Matar en 1954-1956
Silo souterrain à plusieurs compartiments, 1956
Entrée d'une grande maison souterraine
Trois squelettes
Entrée d'une maison souterraine